# 华纳唱片
华纳唱片公司（英語：Warner Records Inc.），曾用名华纳兄弟唱片公司（Warner Bros. Records Inc.），是华纳音乐集团下属的美国音乐厂牌公司，其总部位于加利福尼亚州的洛杉矶。华纳唱片公司成立于1958年，原本是隶属于美国电影制片公司华纳兄弟的音乐业务部门；同时也是其母公司拥有和运营的一系列唱片公司之一。从1960年代初期到2000年代初期，华纳兄弟的母公司经过一系列复杂的企业收购与兼并。与此同时，华纳兄弟唱片公司也从一个在音乐产业里苦苦挣扎的小角色成长为世界顶级唱片公司之一。
2004年，这些附属于华纳兄弟的音乐业务资产由当时的母公司时代华纳剥离并单独出售，最后由一家私募股权集团收购。这些被剥离出来单独出售的业务整合为华纳音乐集团，在其2011年被阿卡斯工业收购并私有化之前，它是世界上最后一家上市交易的大型音乐集团。华纳音乐集团与环球音乐集团、索尼音乐娱乐并称“三大音乐公司”，但华纳音乐是“三大”中规模最小的一家。马克斯·卢萨达负责集团内唱片录制业务的运营。2019年，公司正式更名为“华纳唱片公司”。

## 附属厂牌

### 使用中
- A&E唱片（英语：A&E Records）前英国蘑菇唱片（2003年迄今）
- 氦3唱片（英语：Helium 3 (record label)）（2006年迄今）
- 白鲸高地唱片（英语：Beluga Heights Records）（2008年迄今）
- 勒马绳唱片（英语：Curb Records）（1974年－1982年；2000年迄今）
  - 单词唱片（英语：Word Records）（2002年迄今）

### 已停用
- Maverick Records（英语：Maverick (company)）（1992-2009）

## 所属艺人
| - 单摆乐队 - 麦当娜 - 杜兰杜兰 - 杜娃·黎波 - Foals乐队 - 咕咕玩偶 - 海湾之狐 | - 街头霸王 - JoJo - 蕾吉娜·史派克特 - 莉莉·艾伦 - 连恩·盖勒格 - 林肯公园 | - 缪斯乐队 - 模糊乐队 - 奈尔·罗杰斯 - 呛辣红椒 - 泰根与莎拉 - 亚当·兰伯特 |

### 已解约艺人
| - 埃利斯·库珀 - 贝蒂·米勒 - 佛利伍麦克 - 感恩至死 - 黑色安息日 - 凯莉·米洛 - 阿妮塔 - 麦克·米勒 | - 破坏先生 - 深紫乐队 - 范·海伦 - 王子 - 我的另类罗曼史 - 雪儿 - 雪瑞儿·可洛 - 詹姆斯·泰勒 |

### 出典
1. ↑  . 综艺.   [2020-04-14]. （原始内容存档于2019-02-06）.
2. ↑  Heather McDonald. . The Balance Careers.   [2020-04-14]. （原始内容存档于2020-04-04）.
3. ↑  二三三. . 钛媒体. 音乐先声.   [2020-04-14]. （原始内容存档于2021-11-15）.
4. ↑  Tim Ingham. . 滚石.   [2020-04-14]. （原始内容存档于2020-04-10）.

### 文献
- Goodman, Fred. . London: Jonathon Cape. 1997. ISBN 978-0-224-05062-3.